# Guldkorn
Guldkorn är en serie remastrade samlingsalbum med svenska artister, utgivna av Warner Music under 1990- och 2000-talen.

## Utgivningar (i urval)
- Alice Babs: Guldkorn
- Björn Afzelius: Guldkorn vol 1 och 2
- Björn J:son Lindh: Guldkorn
- Cornelis Vreeswijk: Guldkorn vol 1 och 2, Guldkorn: En rolig jävel, Guldkorn: Romantikern och Guldkorn: Samhällskritikern
- Charlie Norman: Guldkorn
- Family Four: Guldkorn
- Fem myror är fler än fyra elefanter: Guldkorn
- Fred Åkerström: Guldkorn vol 1 och 2
- Gals and Pals: Guldkorn
- Grymlings: Guldkorn
- Gullan Bornemark: Guldkorn
- Gösta Linderholm: Guldkorn
- Johan Kinde: Guldkorn
- John Holm: Guldkorn
- Just D: Guldkorn
- Lill Lindfors: Guldkorn
- Marie Bergman: Guldkorn
- Ola Magnell: Guldkorn
- Owe Thörnqvist: Guldkorn
- Pugh Rogefeldt: Guldkorn
- Siw Malmkvist: Guldkorn vol 1 och 2
- Siw Malmkvist och dottern Tove: Guldkorn
- Sven-Ingvars: Guldkorn
- Totte Wallin: Guldkorn